# Univers DC (franquícia)
L'Univers DC - DCU (en anglès: DC Universe), és una franquícia mediàtica estatunidenca i un univers compartit basat en personatges de les publicacions de DC Comics. És creada per James Gunn i Peter Safran, copresidents i codirectors executius de DC Studios. La franquícia és un reinici suau de l'Univers estès de DC (DCEU), una franquícia cinematogràfica protagonitzada per personatges de DC.
El DCU conserva alguns membres del repartiment i elements narratius del DCEU, mentre que substitueix a uns altres. En contrast amb l'estat anterior de les adaptacions de DC Comics, el DCU presenta personatges més violents i venjatius a través d'una continuïtat i una història unides a través de pel·lícules d'acció real i televisió, animació i videojocs. Les adaptacions de DC que no encaixen en aquesta continuïtat es denominen "DC Elseworlds".
Després que WarnerMedia i Discovery, Inc. es van fusionar per a convertir-se en Warner Bros. Discovery (WBD), el director executiu David Zaslav va revelar un pla per a revitalitzar la marca DC després del mal acolliment d'algunes pel·lícules del DCEU. Gunn i Safran van ser contractats per a dirigir la recentment formada DC Studios al novembre de 2022 després de treballar en diversos projectes del DCEU, inclosa la pel·lícula The Suicide Squad (2021) i la seva sèrie spin-off Peacemaker (2022-present). La parella va passar diversos mesos amb un grup d'escriptors desenvolupant la història general per a una nova continuïtat de DC, que presenta una combinació de personatges populars i foscos de DC. Alguns dels projectes en desenvolupament del DCEU es van abandonar en favor de noves preses, mentre que uns altres (inclòs Peacemaker) van continuar dins de la nova franquícia. Gunn i Safran volien centrar-se en les necessitats narratives en lloc d'obligar els creadors a produir els seus projectes abans d'unes dates d'estrena concretes.
La història del DCU es divideix en capítols, començant per "Capítol 1: Déus i Monstres" (en anglès: "Gods and Monsters)", que començarà en 2024 amb la sèrie d'animació Creature Commandos. Gunn i Safran van considerar la primera pel·lícula del capítol, Superman (2025), com el veritable començament del DCU.

## Antecedents

### Univers estès de DC
A la fi de 2012, es considerava que Warner Bros. Pictures anava "ressagada" respecte al seu rival Marvel Studios i el seu univers compartit de superherois, l'Univers cinematogràfic de Marvel (MCU). Warner Bros. va començar a planificar Man of Steel (2013), basada en Superman, el personatge de DC Comics, per a iniciar el seu propi univers compartit, que va passar a conèixer-se com l'"Univers estès de DC" (DCEU). Van anunciar una sèrie completa de pel·lícules de DC a l'octubre de 2014. El director de Man of Steel, Zack Snyder, tornaria per a Batman v Superman: Dawn of Justice (2016) i Justice League (2017), i es van planejar pel·lícules derivades per als membres de la Lliga de la Justícia i altres personatges de DC.
Batman v Superman no va complir les expectatives de taquilla de Warner Bros. i va rebre respostes negatives dels afeccionats i la crítica pel seu to fosc i guió. Warner Bros. va considerar que ja no podia donar a Snyder la "llibertat creativa" que tenia amb Man of Steel i Batman v Superman, i va reorganitzar els futurs projectes de DC sota la nova divisió DC Films. L'executiu Jon Berg i el guionista de còmics Geoff Johns es van posar al capdavant de DC Films i volien que Justice League fos més optimista i esperançadora. Quan l'estudi no va quedar satisfet amb els seus esforços, Joss Whedon va ser contractat per a escriure els reshoots de la pel·lícula. Snyder va abandonar la pel·lícula després de la mort de la seva filla al març de 2017, i Whedon va completar la pel·lícula amb canvis significatius. Justice League va ser una altra decepció crítica i comercial per a Warner Bros., i l'estudi va tornar a replantejar-se el seu enfocament de DC a la fi de 2017. Berg i Johns van abandonar DC Films, i una planejada pel·lícula spin-off de Batman va ser reelaborada en The Batman (2022), del director Matt Reeves, una pel·lícula separada del DCEU.
Warner Bros. pretenia que les futures pel·lícules del DCEU anessin més independents que el seu anterior pla interconnectat. Walter Hamada va ser nomenat nou president de DC Films al gener de 2018. Aquest octubre, James Gunn va ser contractat per a escriure i dirigir The Suicide Squad (2021), una seqüela independent de l'anterior pel·lícula del DCEU Suicide Squad (2016) que conservava a alguns membres del repartiment però que, d'altra banda, contava la seva pròpia història. Va treballar amb el productor Peter Safran, que també va produir les pel·lícules del DCEU Aquaman (2018) i Shazam! (2019). Al maig de 2020, Warner Bros. i Snyder van anunciar que la seva visió original de Justice League s'estrenaria en el servei de streaming HBO Max com Zack Snyder's Justice League (2021). A la fi de 2020, Hamada estava planejant sèries de televisió derivades del DCEU per a HBO Max, inclosa Peacemaker (2022-present), el spin-off de The Suïcidi Squad de Gunn. En aquest moment, hi havia al voltant de 25 sèries d'imatge real i d'animació basades en DC, a més dels diversos projectes cinematogràfics. Hamada va planejar connectar-les totes mitjançant el multiverso, que es va introduir en The Flash (2023).

### Warner Bros. Discovery
A l'abril de 2022, WarnerMedia (l'empresa matriu de Warner Bros.) i Discovery, Inc. es van fusionar per a convertir-se en Warner Bros. Discovery (WBD), dirigida pel president i director executiu David Zaslav. S'esperava que la nova empresa reestructurés DC Entertainment per a poder alinear les divisions de cinema, televisió i videojocs de l'empresa. Fins i tot abans que es completés la fusió, Zaslav va començar a reunir-se amb candidats per a fer-se càrrec de DC -entre ells l'executiva de cinema Emma Watts- amb l'esperança de trobar un equivalent al president de Marvel Studios, Kevin Feige. Malgrat alguns èxits recents amb pel·lícules i sèries de DC, Zaslav i WBD consideraven que DC mancava d'una "estratègia creativa i de marca coherent" i estava infrautilitzant personatges clau com Superman. Hamada continuava tenint contracte fins a 2023, i els seus partidaris consideraven que Zaslav no li estava donant suficient crèdit pels seus plans i èxits en DC. Al juny, Zaslav va anunciar que DC Films se separaria de Warner Bros. dins de l'estructura de WBD, però seria supervisada pels presidents de cinema de Warner Bros. Michael De Lucca i Pamela Abdy fins que es nomenés un nou responsable de DC.
A principis d'agost, WBD va anunciar que ja no planejava estrenar la pel·lícula Batgirl del DCEU en HBO Max ni en sales de cinema, després de decidir que "simplement no funcionava" i que anava en contra del mandat de Zaslav de fer de les pel·lícules de DC "grans esdeveniments cinematogràfics". Poc després, Zaslav va declarar que volia un nou pla de 10 anys per a les pel·lícules de DC, i que havia sol·licitat l'ajuda de l'executiu de Disney Alan F. Horn per a trobar un nou líder per a DC. Pel que sembla, Hamada estava disgustat per la cancel·lació de Batgirl i va intentar abandonar DC Films, però De Lucca i Abdy li van convèncer perquè es quedés fins a l'estrena de Black Adam a l'octubre de 2022. En aquells dies, Henry Cavill va reprendre el seu paper de Superman en Man of Steel per a fer un cameo en Black Adam. Això va ser en contra dels desitjos de Hamada, i va ser aprovat per de Lucca i Abdy quan se'ls va acostar directament l'estrella de Black Adam, Dwayne Johnson. Johnson va començar a promoure la idea d'una pel·lícula de Black Adam contra Superman coprotagonitzada per Cavill en el futur, i Warner Bros. va començar a buscar una seqüela de Man of Steel protagonitzada per Cavill. A la fi d'agost, el productor Dan Lin va sorgir com a possible candidat per a fer-se càrrec de DC, però va abandonar les converses setmanes després. Todd Phillips, director de la pel·lícula independent de DC Joker (2019), també va ser considerat per al paper, però va romandre centrat en la direcció de la seqüela Joker: Folie à Deux (2024).

## Desenvolupament

### DC Studios i desenvolupaments inicials
James Gunn i Peter Safran van ser anunciats com a copresidents i codirectors executius de la recentment creada DC Studios a la fi d'octubre de 2022, i havien de prendre el relleu de Hamada l'1 de novembre. Es va considerar una decisió xocant i sense precedents que un director d'alt perfil com Gunn passés a ocupar un alt càrrec executiu en un estudi cinematogràfic. S'esperava que Gunn se centrés en la part creativa de l'empresa, mentre que Safran s'ocuparia dels negocis i la producció. Gunn i Safran continuarien dirigint i produint projectes, respectivament, a més de les seves noves funcions, encara que altres projectes serien exclusius de WBD. Dependrien directament de Zaslav i treballarien en estreta col·laboració amb De Lucca i Abdy. Una setmana després d'iniciar les seves noves funcions, tots dos van dir que havien començat a treballar amb un grup de guionistes per a desenvolupar un pla de vuit a deu anys per al nou Univers DC (DCU). Zaslav va dir que havien començat a treballar en una bíblia per als futurs projectes de DC que estaria acabada en breu. També va dir que el nou pla emularia el model de Marvel de tenir un enfocament únic i unificat per a cada personatge, destacant específicament els nous enfocaments per a Batman i Superman. Gunn va dir que el DCU es diferenciaria del MCU en centrar-se en superherois tradicionals amb identitats secretes, que viuen en ciutats fictícies, i que permet més elements de fantasia, com que la gent no s'adoni que Clark Kent és Superman. Atès que moltes ciutats de l'univers DC són fictícies, com Gotham City, Metròpolis i Star City, a diferència de Marvel, que utilitza ciutats reals com a escenari, també dóna peu a una major construcció de mons i històries alternatives. A mitjan novembre, ja havia començat a escriure el guió d'una nova pel·lícula de DC, mentre que Safran havia estat "arreglant" la pròxima Aquaman and the Lost Kingdom (2023).
A principis de desembre, Gunn i Safran ultimaven els seus plans abans d'una reunió amb Zaslav. Patty Jenkins ja no estava desenvolupant una seqüela de les seves pel·lícules del DCEU Wonder Woman (2017) i Wonder Woman 1984 (2020) després que Gunn i Safran li diguessin que tal pel·lícula no encaixava en els seus nous plans. Diversos rumors sobre els plans circulaven, incloent que seria un reinici complet del DCEU que s'allunyaria dels actors triats per Snyder, que les pel·lícules de The Batman de Matt Reeves s'integrarien amb el DCU i que l'actor de Aquaman Jason Momoa seria refós com el personatge Llop. Aquestes revelacions i rumors van suscitar preocupació en la indústria i entre els afeccionats de DC sobre la direcció que Gunn i Safran estaven prenent amb la franquícia, i Gunn va emetre un comunicat en el qual afirmava que "arribaven a un entorn díscol" i que hi hauria un "inevitable període de transició a mesura que avançàvem en la narració d'una història cohesionada a través del cinema, la televisió, l'animació i els videojocs". Una setmana més tard, Gunn va anunciar que ell i Safran tenien una llista de projectes "llestos per a començar" i que donarien més detalls en 2023, però va revelar que estava escrivint una nova pel·lícula de Superman que no estaria protagonitzada per Cavill. També es va confirmar que Ben Affleck no reprendrà el seu paper de Batman en el DCEU. Gunn i Safran van mantenir converses amb Cavill i Affleck sobre la possibilitat de tornar al DCU per a interpretar a un nou personatge i dirigir un projecte, respectivament, encara que Affleck va declarar posteriorment que no estava interessat a dirigir un projecte del DCU.

### Capítol 1: Déus i monstres
El 31 de gener, Gunn i Safran van revelar els primers projectes del DCU. Van revelar els guionistes que havien estat treballant amb ells en la història general del DCU: Drew Goddard, Jeremy Slater, Christina Hodson, guionista de The Flaix, Christal Henry i Tom King, guionista de còmics. El grup havia planejat dos "capítols" d'història per al pla de vuit a deu anys, amb la possibilitat de més capítols després. El primer capítol es titulava "Déus i monstres", i les cinc primeres pel·lícules del capítol eren Superman (2025), The Authority, The Brave and the Bold, Supergirl: Woman of Tomorrow i Swamp Thing, i les cinc primeres sèries de televisió: Creature Commandos, Waller, Lanterns, Paradise Lost i Booster Gold. Gunn va assenyalar que aquesta llista combinava els "personatges diamant" de DC, com Batman, Superman i Wonder Woman, amb personatges menys coneguts que esperaven que es fessin igual de populars. Els projectes de DC que no encaixaven en l'univers compartit, com Joker: Folie à Deux i The Batman - Part II (2025), serien etiquetats com a "DC Elseworlds". Gunn va dir que The Flaix "reiniciaria" la continuïtat del DCEU, convertint-ho en un "reinici suau" que conserva a certs membres del repartiment i elements del DCEU mentre que substitueix a uns altres. Gunn i Safran van dir que Viola Davis (Amanda Waller) i John Cena (Peacemaker) reprendrien els seus papers de The Suïcidi Squad i Peacemaker en el DCU, i que es mantindria un "record aproximat" dels esdeveniments d'aquests projectes. Hi havia possibilitats que Momoa, Gal Gadot (Wonder Woman), Ezra Miller (Flaix) i Zachary Levi (Shazam) també reprenguessin els seus papers, però encara no s'havien pres decisions sobre aquests personatges. Cap actor interpretaria a diversos personatges, per la qual cosa si Momoa interpretés a Llop, no representaria a Aquaman en el DCU. Gunn i Safran esperaven que els mateixos actors interpretessin als personatges en tots els mitjans, inclosa l'animació. Gunn va afegir que la pel·lícula del DCEU Blue Beetle (2023) estava "desconnectada" de les anteriors entrades del DCEU i podria connectar-se al DCU; a l'abril, el personatge de Blue Beetle formava part dels plans de Gunn i Safran per al DCU, i Gunn va dir més tard que Blue Beetle seria el primer personatge del DCU.
Safran va dir que estaven sent flexibles amb l'ordre d'estrena de cada projecte, encara que hi havia alguns projectes clau per a la història general que havien d'estrenar-se en un ordre específic. Va afegir que el seu objectiu era estrenar dues pel·lícules i dues sèries de HBO Max a l'any. Gunn creu que els estudis estan "en deute amb les dates", que és un problema de tota la indústria, i vol centrar-se en aconseguir els guions adequats per a cada projecte abans de posar-los en producció. Va assenyalar que això va succeir amb The Suïcidi Squad i que la pel·lícula no va requerir cap nou rodatge, a diferència d'altres projectes del DCEU. En comparar el DCU amb l'MCU, Gunn va assenyalar que aquest últim es desenvolupa principalment en llocs del món real, com la ciutat de Nova York, mentre que les històries de DC tenen lloc en un "univers de ficció" amb localitzacions que inclouen Metròpolis, Gotham City, Themyscira i Atlantis. Va afegir que el DCU estaria més planificat des del principi que l'MCU a causa del grup de guionistes que treballen en la història general del DCU. Es van inspirar per al seu nou univers en la franquícia Star Wars, que té "diferents èpoques, diferents llocs, diferents coses", i en la sèrie Game of Thrones (2011-2019) i els seus personatges moralment complexos. Una altra diferència amb l'MCU és que molts dels projectes anunciats del DCU es basen en sèries de còmics i arcs argumentals específics, mentre que l'MCU pren diferents elements de tota la història de Marvel Comics. L'endemà de l'anunci de la pissarra, diversos d'aquests còmics van aparèixer en les llistes dels més venuts i alguns s'havien esgotat.

## Pel·lícules
| Pel.lícula                   | Director                   | Guioniste                  | Productor                                     |
| Capítol 1: Déus i monstres   | Capítol 1: Déus i monstres | Capítol 1: Déus i monstres | Capítol 1: Déus i monstres                    |
| ---------------------------- | -------------------------- | -------------------------- | --------------------------------------------- |
| Superman                     | James Gunn                 | James Gunn                 | Peter Safran                                  |
| Supergirl: Woman of Tomorrow | Craig Gillespie            | Ana Nogueira               | James Gunn y Peter Safran                     |
| The Authority                | TBA                        | TBA                        | TBA                                           |
| The Brave and the Bold       | Andy Muschietti            | TBA                        | James Gunn, Peter Safran y Bárbara Muschietti |
| Swamp Thing                  | James Mangold              | James Mangold              | TBA                                           |

## Sèries de televisió
| Sèrie                            | Showrunner(s)                  |
| Capítol U: Déus i Monstres       | Capítol U: Déus i Monstres     |
| -------------------------------- | ------------------------------ |
| Creature Commandos               | James Gunn                     |
| Peacemaker                       | James Gunn                     |
| Waller                           | Christal Henry i Jeremy Carver |
| Lanterns                         | Chris Mundy                    |
| Paradise Lost                    | TBA                            |
| Booster Gold                     | TBA                            |
| Altres sèries                    |                                |
| Sèrie sense títol de Blue Beetle | Miguel Puga                    |

## Altres mons de DC
En anunciar els primers projectes per al DCU al gener de 2023, Gunn va dir que qualsevol projecte que no encaixés en l'univers compartit del DCU seria etiquetat com a " DC Elseworlds " en el futur. Això és el mateix que la forma en què DC Comics usa el segell Elseworlds per a marcar els còmics que estan separats de la continuïtat principal. Safran va dir que hi havia un llistó alt que els projectes que no fossin del DCU haurien de complir per a rebre llum verda.
Els següents projectes han estat confirmats com a part del segell "DC Elseworlds":
- Smallville (2001-2011)
- Les meves aventures amb Superman (2023)
- Constantine (2005)
- Univers compartit del Arrowverso:
  - Arrow (2012-2020)
  - The Flash (2014-2023)
  - Supergirl (2015-2021)
  - DC's Legends of Tomorrow (2016-2022)
  - Black Lightning (2018-2021)
  - Batwoman (2019-2022)
- Joker (2019) i Joker: Folie à Deux (2024)
- Univers compartit del Batman de Robert Pattinson:
  - The Batman (2022)
  - El Pingüí (2024-Present)
  - The Batman II (2026)
- Black Superman (TBA)